# ディーノ・カザレス
ディーノ・カサレス(Dino Cazares, 1966年9月2日 - )はメキシコ合衆国バハ・カリフォルニア州メキシカル出身のギタリスト、ソングライター。フィア・ファクトリー（以下FFと略す）のギタリストとして有名。現在はAsesinoとディヴァイン・ヘレシーのギタリストでもある。7弦ギターを使用するギタリストの代表格として知られる。

## 来歴
幼少期、野球少年だったディーノは母親から「好きな事をやりなさい」と言われ、家にあったクラシックギターを弾き始める。ディーノの実家はオーディオから何かしら音楽が流れており、これが音楽活動を始める大きな影響となったと語っている。
1990年にバートン・C・ベルとレイモンド・ヘレーラと共にフィア・ファクトリーを結成し、ギタリストを担当。1994年にクリスチャン・オールド・ウォルバースがベーシストとして加入し、固定ラインナップが完成する。2002年に他メンバーとの確執によって一度解散する。
FFから離脱したディーノはその後、ディヴァイン・ヘレシーをはじめとしたプロジェクトに取り掛かっていた。
その後、FFは2004年にクリスチャンがギタリストに転向、新ベーシストとしてバイロン・ストラウドが加入して再結成したが、後にクリスチャンが様々なトラブルを理由に脱退し、2009年4月にディーノがFFに復帰した。

## EMG社との関係
かつて、ディマジオ社製のパッシブピックアップを使用していたディーノは、アクティブ・ピックアップで有名なEMG社に直接連絡し、当時唯一の7弦ギター用のアクティブピックアップ、EMG707の開発を促した。
開発にはディーノ自身も関わり、EMG707の売り上げの数%はディーノに支払われている。

## 機材
ディーノは長年に渡ってアイバニーズ社とエンドーズ契約を結んでいる。2019年からはアイバニーズとの契約が終了、新たに「Ormsby Guitars(オームズビーギターズ)」と契約した。
特に有名な使用ギターは「7弦+リバースヘッド+スルーネック+ブリッジ側にEMG707ピックアップが1個+1ボリューム+ロック式ナット+Ibanez エッジ・プロブリッジ」という仕様のIbanez RGのカスタムモデルを愛用している他、近年は同社Xタイプも使用している。
2008年からはスルーネック仕様の8弦ギターを製作し、こちらも使用している。 このギターのピックアップにはEMG808を搭載。2007年からはそれまで使用して来たEMGからスイッチし、7弦ギター用のセイモア・ダンカン製のAHB-1 Blackoutピックアップも使用するようになった。
アンプはマーシャル製のJCM800をより歪むようにプリ部をモディファイしたものを使っていたが、1999年の来日公演直前に機材車ごと盗難に遭ってしまったため、来日公演は同社製JCM2000をレンタルし一時的に乗り切った。その後Line 6製 FlexTone HD、POD XT Pro(アンプモデルはメサ・ブギー デュアル・レクティファーHead タイプを主に使用)とメサ・ブギーのパワーアンプを組み合わせて使用していた。フィア・ファクトリー脱退後も暫く前述の組み合わせを使用していたが、ディヴァイン・ヘレシーの活動開始前後からLine 6社のフラッグシップ・アンプ VETTAII HDを使用している。
エフェクターはデジ・テック社ワミーペダル、Bossのコーラスなどを使用している。またVETTAII HDに搭載されるエフェクト及びキャビネット・シミュレーターを使い、チープなロー・ファイ・サウンドも出している。ディヴァイン・ヘレシーのアルバム内でロー・パス・フィルターをギターに掛けているパートがあるが、ライブではVETTAII HD内蔵のフェイザーで代用している。